# Semiothisa cayugaria
Semiothisa cayugaria är en fjärilsart som beskrevs av William Schaus 1923. Semiothisa cayugaria ingår i släktet Semiothisa och familjen mätare. Inga underarter finns listade i Catalogue of Life.